# Pista de la Torre

La Pista de la Torre, respecte del terme d'Abella de la Conca

La Pista de la Torre és un camí del terme municipal d'Abella de la Conca, a la comarca del Pallars Jussà.
Arrenca de la Drecera (variant de la Carretera del Bosc d'Abella) i davalla cap al nord per anar a buscar el riu d'Abella. Passa ran i a ponent de la Font de la Torre, fa una volta per salvar la vall del barranc de la Torre i finalment arriba a la Torre d'Eroles, on acaba el seu recorregut.

## Etimologia
Es tracta d'un topònim romànic modern descriptiu: es tracta de la pista que mena a l'antic poble de la Torre d'Eroles, popularment anomenat sempre senzillament com la Torre.